# Stern des Südens (Kunstprojekt)

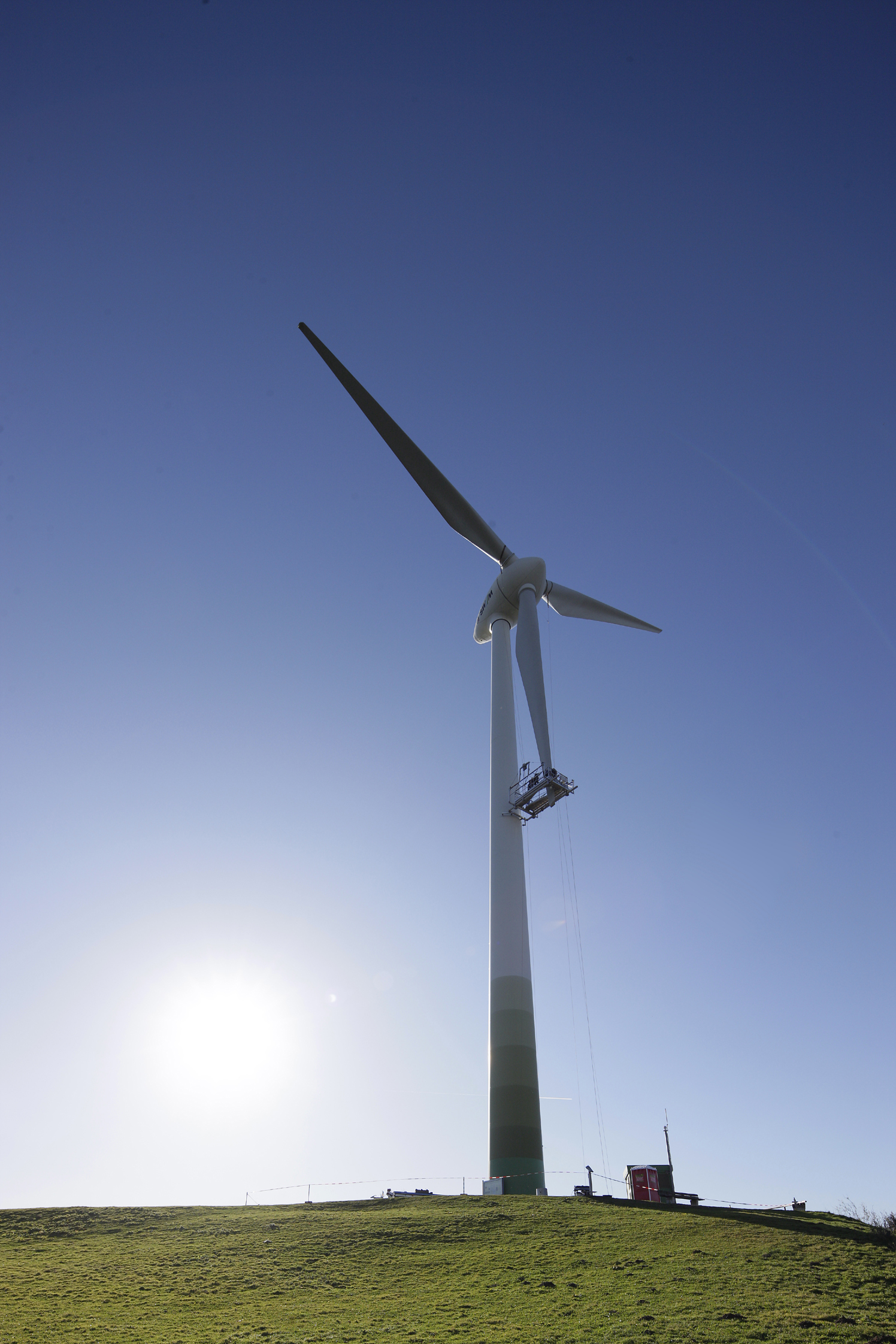
Der Stern des Südens entsteht auf dem Fröttmaninger Berg

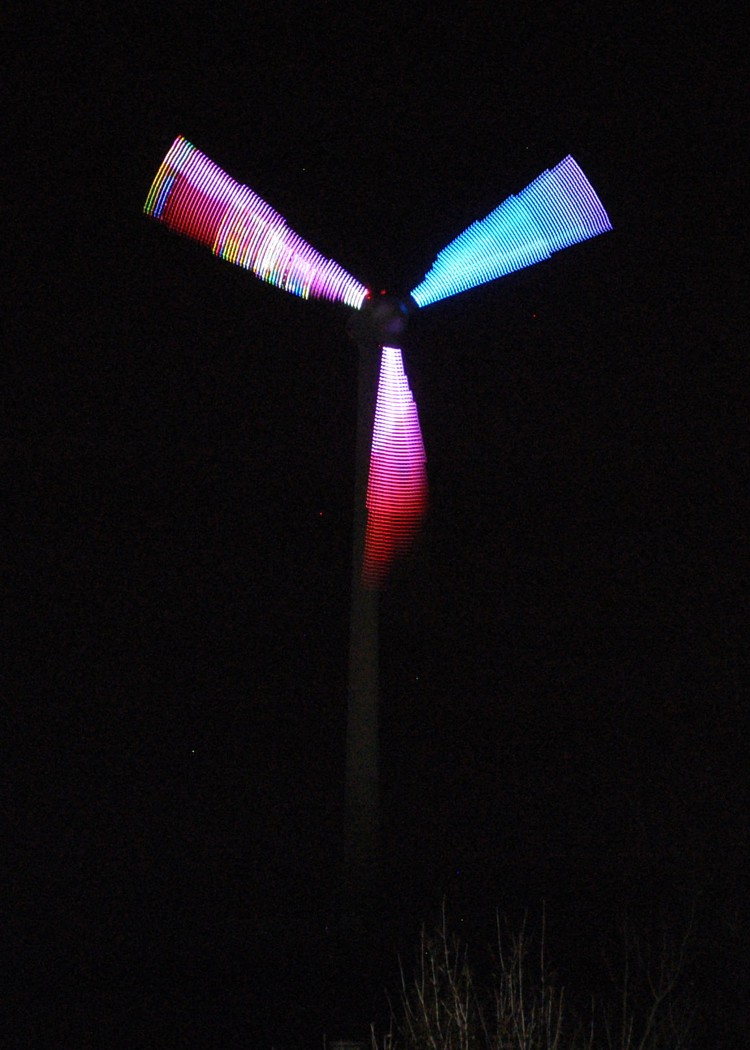
Nachtaufnahme mit kurzer Belichtungszeit – alle 3 Rotorblätter sind einzeln erkennbar

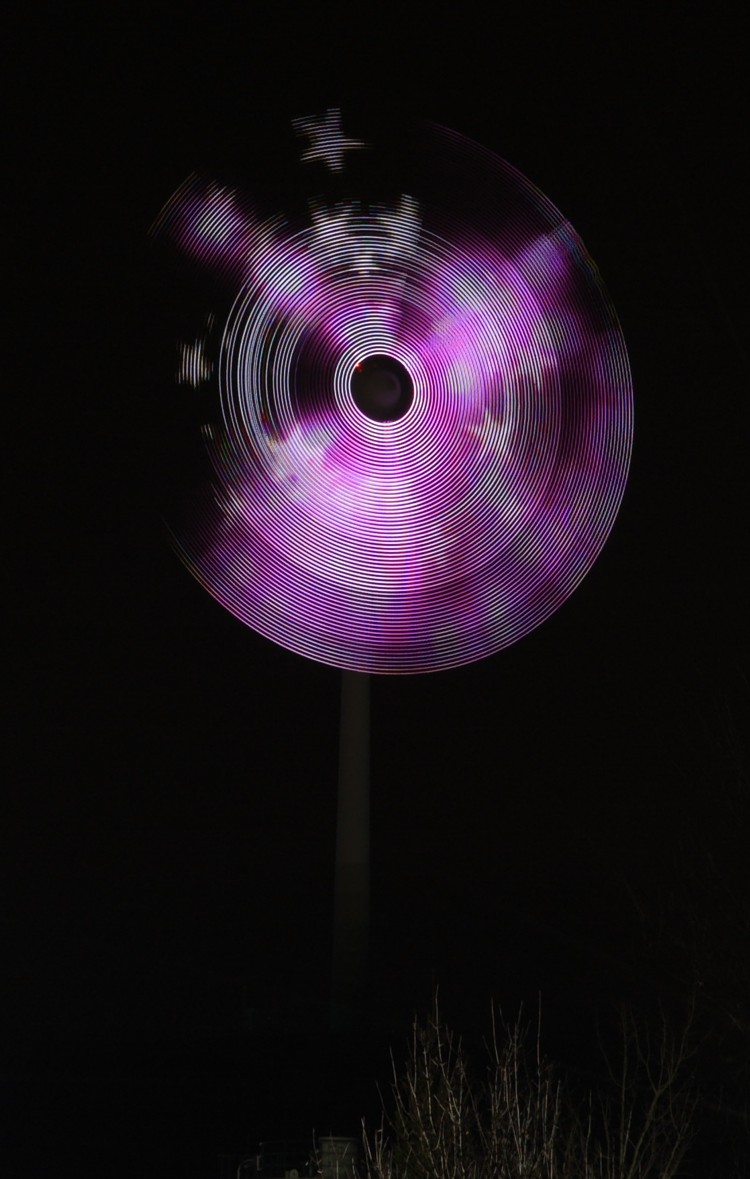
Nachtaufnahme mit langer Belichtungszeit – die LEDs auf den Rotorblätter verwischen zu einem mit bloßem Auge nicht erkennbaren Bild

Der Stern des Südens war ein Gemeinschaftsprojekt der Siemens AG mit dem Münchner Multimedia-Künstler Michael Pendry. Zur Realisierung der Lichtinstallation wurde die Windkraftanlage Fröttmaning bei München mit rund 9.000 LEDs beklebt. Sie bildete das größte rotierende Kunstobjekt der Welt und war vom ersten Advent bis zum Ende des Jahres 2009 zu sehen.

## Entstehung
Im Herbst 2008 diskutierten Vertreter von Siemens mit dem Münchner Multimediakünstler Michael Pendry erstmals den Gedanken, ein Zeichen mit besonderer Strahlkraft für grüne Technologien und Nachhaltigkeit vor dem Weltklimagipfel in Kopenhagen (7. bis 18. Dezember 2009) zu schaffen und baten ihn, ein Werk zu kreieren, das diese Themen am besten künstlerisch umsetzen  und in die öffentliche Wahrnehmung transportiert kann. Durch die exponierte Lage an der Autobahn A9 – einer Münchner Hauptverkehrsader, die täglich weit über 150.000 Autofahrer passieren – war die Windkraftanlage vor Münchens Toren in Fröttmaning für Michael Pendry und sein Team sehr schnell im Fokus für eine Kunstinstallation mit großer Tragweite, der Stern des Südens war geboren.
Nachdem die Betreiber der Windkraftanlage, die Stadtwerke München ihre Unterstützung zugesagt hatten, lag der Fokus zunächst auf der technischen Machbarkeit. Beantwortet werden mussten Fragen nach der Aerodynamik, der Beleuchtungstechnik und der verwendbaren Klebstoffe.
Im Spätsommer wurde die Analyse zu den Auswirkungen der Installation auf die Rotor-Aerodynamik mittels numerischen Simulationen am PC abgeschlossen. Anschließend fanden Windkanalversuche an der Technischen Universität Berlin statt, die zeigten, dass die Leistungseinbußen am Windrad durch die LED-Installation nur minimal waren. Zudem mussten Gutachten bezüglich Verkehrssicherheit der naheliegenden Autobahn, Flugsicherheit, Schallpegel sowie Blendung von Anwohnern eingeholt werden.
Während der zweiwöchigen Aufbauphase betteten mehr als 30 Techniker fast 1.000 Lichtpunkte, bestehend aus 9.000 LEDs, in windschnittige Adapter, um die Leistungseinbußen der Anlage zu minimieren. Parallel wurden die Rotorblätter gereinigt, damit die Festigkeit der Adapter auch bei schwierigen herbstlichen Witterungsverhältnissen wie Regen und Schnee, hoher Luftfeuchtigkeit sowie bei Plus- und Minusgraden gewahrt werden konnte. Um die LEDs mit Strom zu versorgen bzw. verschiedene Motive zu erzeugen zu können, mussten mehr als 400 Meter Kabel durch die Nabe des Windrads verlegt werden. Zuletzt wurden die Licht-Animationen für die Beleuchtung der Anlage aufgespielt.

### Daten

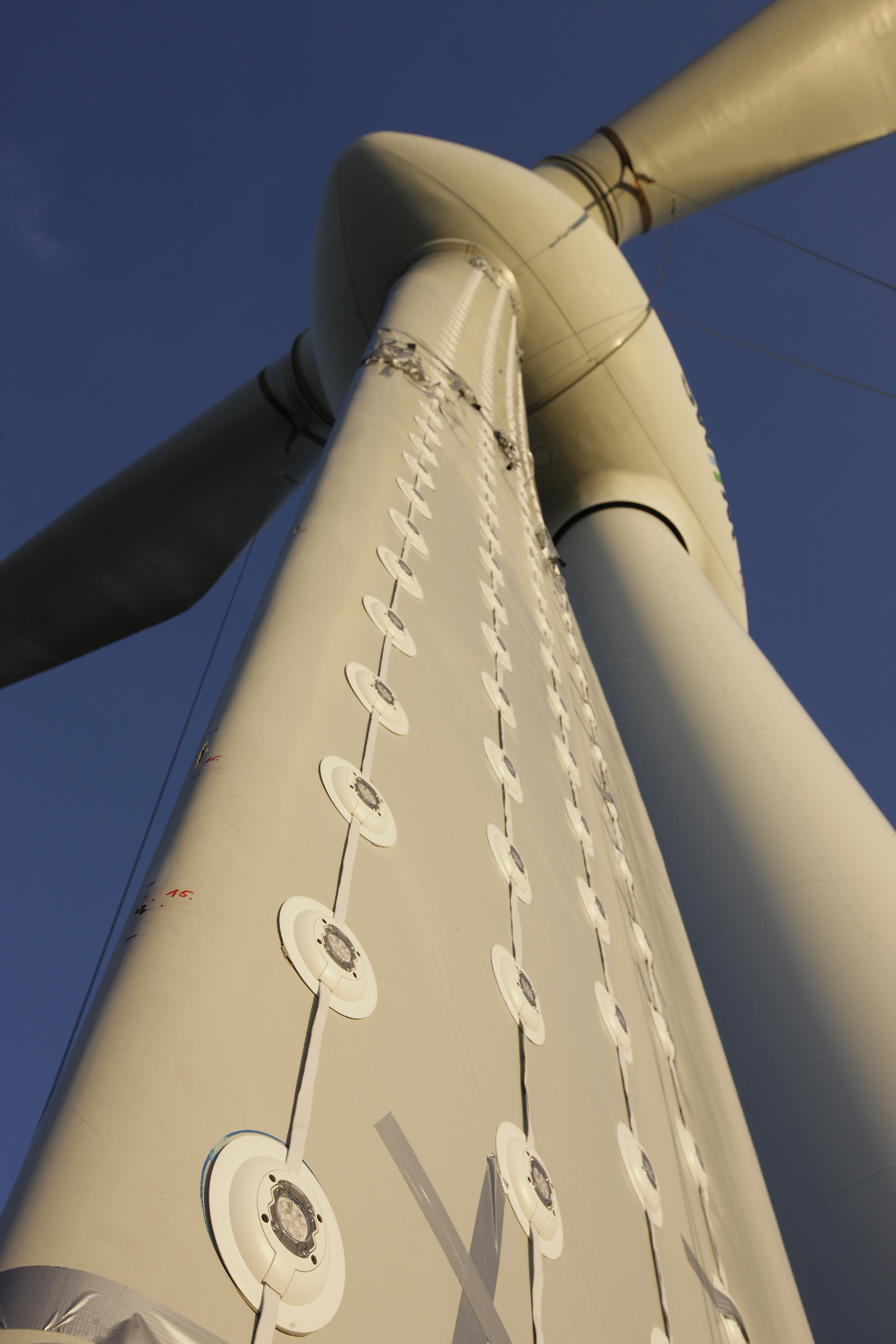
Rotor mit den aufgeklebten LED-Modulen

| Anlagentyp                  | ENERCON E-66 |
| Baujahr                     | 1999 |
| Gesamthöhe Windrad          | Rund 100 m, d. h. höher als das Münchner Rathaus am Marienplatz                                                                                |
| Drehzahl des Windrads       | 10–20 Umdrehungen/Minute |
| Länge Rotorblätter          | Jeweils über 30 Meter, d. h. ungefähr so lang wie ein U-Bahn-Waggon                                                                            |
| Anzahl LEDs                 | Insgesamt ~1.000 Lichtpunkte, bestehend aus jeweils neun LEDs. D.h. pro Rotorblatt ~3.000 LEDs gleichmäßig verteilt auf einer Fläche von 70 m² |
| Insgesamt                   | ~9.000 LEDs |
| Kabellänge der Installation | Insgesamt fast 400 Meter – länger als der Eiffelturm hoch ist                                                                                  |
| Gewicht der Installation    | Rund 100 Kilogramm pro Flügel (Kabel ~30 kg, LEDs ~20 kg, Befestigung ~50 kg)                                                                  |
| Stromertrag Windrad         | ~2.300.000 Kilowattstunden pro Jahr. Dies entspricht dem durchschnittlichen jährlichen Stromverbrauch von 660 Haushalten.                      |
| Spannweite des Sterns       | Fast 70 m (dies entspricht etwa der Breite eines Fußballfeldes)                                                                                |
| Leistungsaufnahme           | Unter 4 kW. Der Strom dafür kommt direkt aus dem Windrad, d. h. die Installation versorgt sich selbst – emissionsfrei.                         |

### Bespielung & Dynamik der LEDs
| Lichteffekte                 | Per Echtzeitanimation programmiert – sichtbar u. a. für die mehr als 150.000 täglich auf der Autobahn A9 vor München fahrenden Pendler. |
| Lichtstärke                  | Bis max. 20.000 Candela (stufenlos dimmbar), was der Lichtstärke von 20.000 Weihnachtskerzen entspricht.                                |
| Licht & Bildwechsel          | Die Animationen werden in Echtzeit auf die Windstärke bzw. Drehgeschwindigkeit abgestimmt.                                              |
| Lichtinstallation            | Exklusiv zur Weihnachtszeit bis Silvester 2009 sichtbar.                                                                                |
| Farben der Lichtinstallation | Farben des gesamten Farbspektrums wurden inszeniert                                                                                     |

Es wurden mindestens 15 verschiedene Bilder dargestellt. Sichtbar wurden sie allerdings nur auf Langzeitbelichtungs-Fotografien, auf denen die Rotorblätter mindestens einmal komplett die Rotationsfläche, d. h. 1/3 Umdrehung, überstrichen haben.
Bei einigen Motiven gab es Bewegungs- oder Farbanimationen. So waren beispielsweise beim Feuerwirbel die lodernden Flammen erkennbar. Bei der Darstellung der Erdkugel wechselte die Animation zwischen Tag und Nacht; ein weiteres Motiv zeigte einen nächtlichen Sternenhimmel, der im Verlauf der Darstellung allmählich einem Sonnenaufgang wich.
Die Motive wechselten alle 30 Minuten; vermutlich wurden sie per Zufallsgenerator ausgewählt.